# Gatti
Gatti is een Italiaans historisch merk van motorfietsen.
De bedrijfsnaam was: Meccanica Alfonso Gatti, Modena.
Alfonso Gatti was een van de pioniers van de Italiaanse motorfietsindustrie. In 1904 begon hij met de productie van verstevigde fietsframes, waarin hij 1¾pk-De Dion-Bouton-inbouwmotoren monteerde. Later gebruikte hij - naar wens van de klant - ook inbouwmotoren van andere bedrijven, maar in 1906 werd de productie beëindigd.